# Xã Salem, Quận Cowley, Kansas
Xã Salem (tiếng Anh: Salem Township) là một xã thuộc quận Cowley, tiểu bang Kansas, Hoa Kỳ. Năm 2010, dân số của xã này là 306 người.